# Лечхумски хребет
Лечхумският хребет (на грузински: ლეჩხუმის ქედი; на руски: Лечхумский хребет) е планински хребет в Голям Кавказ, простиращ се от запад на изток, като изпъкнала на югоизток дъга, на протежение около 60 km, в северната част на Грузия, между долините на реките Цхенисцкали (десен приток на Риони) на запад и север, Риони на юг и десният ѝ приток Лухунисцкали (десен приток на Риони) на изток. На североизток прохода Вацивцеври го отделя от Главния (Водоразделен) хребет на Голям Кавказ. Максимална височина връх Самерцхле 3584 m, (42°42′54″ с. ш. 43°11′00″ и. д. / 42.715° с. ш. 43.183333° и. д.), издигащ се в централната му част. Изграден е от порфирити и шисти, а на североизток от флишови скали. Склоновету му са силно разчленени, като северните и западните са стръмни, а южните и източните – полегати. На север и запад текат малки, къси и бурни реки леви притоци на Цхенисцкали, а на юг – по-дълги реки (Ладжанхури и др.) десни притоци на Риони. Долните му части са заети от планинско-горски (букови и тъмни иглолистни гори), а горните части – от планинско ливадни ландшафти (алпийски пасища). В югозападното му подножие, в долината на река Цхенисцкали е разположен град Цагери, а в южното му подножие, по долината на река Риони – град Амбролаури и селището от градски тип Ладжанургес.

## Топографска карта
- К-38-VII М 1:200000[2]
- К-38-VIII М 1:200000[3]